# Gonda
För andra betydelser, se Gonda (olika betydelser).
Gonda är en stad i den indiska delstaten Uttar Pradesh, och är den administrativa huvudorten för distriktet Gonda. Staden hade 114 046 invånare vid folkräkningen 2011, med 138 632 invånare inklusive förorter.